# Konodont
Konodont, (även eukonodont), är en idag utdöd fisk som tillhörde de käklösa fiskarna. Konodonterna levde under tidsperioden från den yngre delen av kambrium till slutet av trias och hittas i sedimentära bergarter som är avsatta i havsmiljö. Då större delen av djuret bestod av mjuk vävnad är den vanligaste delen av en konodont som man hittar som fossil deras "tänder". Dessa kallas allmänt för "element" eftersom de inte är homologa med tänderna hos andra ryggradsdjur och är uppbyggda av mineralet apatit.
Den förste att beskriva en konodont var Christian Pander år 1858. Pander var övertygad om att det han hittat var tänder efter en fisk, men den samtida och efterkommande forskarvärlden var svårövertygad eftersom man inte hade hittat hela den organism som hörde ihop med de konlika fosfatiska elementen. Det var inte förrän under tidigt 1980-tal, ungefär 120 år efter det att Pander beskrev den första konodonten som man hittade ett mer eller mindre komplett fossil av hela konodontdjuret vid Granton Shrimp bed utanför Edinburgh, Skottland. Detta fynd ledde till att man för första gången kunde bekräfta Panders aningar om den systematiska tillhörigheten för denna djurgrupp som under tiden hade hunnit med att bli placerade bland så vitt skilda grupper som växter, leddjur, blötdjur, alger och fiskar.
Fynden har visat att konodonterna hade en långsträckt, ålliknande kropp med huvud, asymmetrisk stjärtfena med fenstrålar och kroppssegment liknande ryggsträngsdjur. Senare gjorda fynd från Sydafrika har indikerat att de haft stora, välutvecklade ögon, vilket ytterligare stärkt teorin att konodonterna tillhörde ryggradsdjuren.
Konodonter används vanligen inom prospekteringen efter olje- och gas för datering av bergarter samt för att undersöka bergarternas termala mognad med hjälp av CAI (Conodont Alteration Index). Konodonter delas vanligen in Panderodontida, Ozarkodinida, Prioniodinida och Prioniodontida.